# Balaka
Balaka – miasto w południowym Malawi, ośrodek administracyjny dystryktu Balaka, 36,3 tys. mieszkańców (2018).